# Harry Shunk
Harry Shunk (né Schunk ou Schunke), né le 4 octobre 1924 à Reudnitz, un quartier de Leipzig (Allemagne), et mort le 26 juin 2006 à Westbeth (New York), est un photographe allemand.
Il est connu pour sa coopération avec János Kender de 1957/58 à 1973 sous le nom Shunk-Kender,. Il était, avec son partenaire János Kender, le photographe de centaines d'artistes et de leurs œuvres dans les années 1960 et 1970, tant en Europe qu'à New York.

## Biographie
Avec János Kender (1937-2009), il a photographié des artistes et leurs œuvres ainsi que les débuts du happening et de la performance. Parmi les artistes les plus notables figurent Yves Klein, Yayoi Kusama, Raymond Hains, Jacques Villeglé, Mimmo Rotella, Robert Rauschenberg, Bram Bogart, Arman, Niki de Saint Phalle, Vito Acconci, Joseph Beuys, Lee Bontecou, Trisha Brown, Alexander Calder, Christo et Jeanne-Claude, Merce Cunningham, Lucio Fontana, le groupe Gutai, Eva Hesse, Jasper Johns, Donald Judd, Yayoi Kusama, Joan Miró, Bruce Nauman, Barnett Newman, Nam June Paik, Michelangelo Pistoletto, Man Ray, Lou Reed, Jean Tinguely, Cy Twombly, Lawrence Weiner ou encore Andy Warhol.